# Olaf I al Danemarcei
Olaf I (n. 1050, Danemarca, Regatul Danemarcei⁠(d) – d. 18 august 1095, Danemarca, Regatul Danemarcei⁠(d)) a fost regele Danemarcei din 1086 până în 1095, după moartea fratelui său Knut al IV-lea al Danemarcei. Olaf a fost fiul lui Svend al II-lea al Danemarcei și al treilea fiu care a devenit rege. A fost căsătorit cu Ingegard, fiica lui Harald al III-lea al Norvegiei, însă nu au avut copii. A fost succedat de fratele său Eric I al Danemarcei.
După ce Knut a fost ucis în Catedrala Sf. Alban, în Odende, în iulie 1086, după o rebeliune în Iutlanda de Nord, Olaf a fost proclamat rege la adunarea de la Viborg, deși el se afla încă în Flandra. A fost făcut un angajament pentru a-l schimba pe Olaf pentru fratele său mai mic, Neils, pentru a permite ca Olaf să se întoarcă în Danemarca. La întoarcerea lui Olaf, Eric a fugit în Scania. Olaf a fost al treilea dintre fii lui Svend care a devenit rege al Danemarcei.
Domnia lui Olaf a fost afectată de mulți ani consecutivi de eșecuri de cultivare și foamete. Potrivit lui Arild Hvitfeldt, în acei ani, primăvara a fost atât de uscată încât câmpurile arătau ca și cum ar fi fost arse, iar în toamnă, cerul s-a deschis și ploaia a căzut atât de des încât oamenii pluteau pe bucăți de lemn pentru a tăia cerealele care crescuseră deasupra apei. Foametea oamenilor a crescut atât de mult încât au săpat pământul în căutarea rădăcinilor. Cei bogați au devenit mai slabi și cei săraci au murit de foame. Boala și foametea i-au vizat pe toți. În primele încercări timpurii de a obține canonizarea lui Knut, lui Olaf i s-a dat porecla de Înfometatul, în scopul de a mări splendoarea lui Knut. La acel momentul s-a confirmat că foametea a fost adusă de Dumnezeu ca pedeapsă divină pentru sacrilegiul lui Knut. Cronicarul Saxo Grammaticus a descris foamea ca un fenomen strict danez, deși aceasta a fost descrisă mai târziu ca fiind o problemă generală a Europei în acei ani.
Probabil Olaf a tăiat legăturile daneze cu mișcarea de reformă a Papei, sprijinindu-l pe Wibert din Ravenna, care era antipapă. În timpul domniei lui Olaf, unele din legile lui Knut au fost abrogate, iar puterea clerului și regalitatea s-a redus la favoarea magnaților. Când Skjalm Hvide i-a solicitat sprijinul lui Olaf pentru a răzbuna moartea fratelui său, Olaf nu a putut aduna puterea necesară pentru a-l ajuta. Magnații au devenit mult mai implicați în lucrările Bisericii și Asser Svendsen a fost numit de Olaf, Arhiepiscop de Lund în 1089.
Olaf a murit pe 18 august 1095 în circumstanțe misterioase. Unii speculează că el s-ar fi sinucis sau că a fost sacrificat în numele poporului ghinionist. Saxo Grammaticus scrie că de bunăvoie s-a dat pe sine pentru a scăpa țara de ghinion și a cerut ca totul să cadă pe capul lui. Așadar, el și-a oferit viața pentru conaționalii săi. El este singurul monarh danez a cărui loc de înmormântare este necunoscut. Acesta a spus că trupul său a fost împărțit între regiunile Danemarcei ca un fel de țap ispășitor, care avea să ia sângele vinii din Danemarca și să restaureze averea sa anterioară. Olaf a fost urmat la tron de Eric I al Danemarcei.